# A Million in One, Two, Three
Chansons représentant la Belgique au Concours Eurovision de la chanson
Judy et Cie
(1976) L'amour ça fait chanter la vie
(1978)
A Million in One, Two, Three est une chanson du groupe néerlando-belge Dream Express, parue sur l'album du même nom et sortie en 45 tours en 1977.
C'est la chanson qui a été choisie pour représenter la Belgique au Concours Eurovision de la chanson 1977 à Londres, au Royaume-Uni. Les sœurs Bianca, Patricia et Stella Maessen, qui font partie du groupe Dream Express avec le chanteur belge Luc Smets, ont déjà participé au Concours Eurovision de la chanson 1970 — alors sous le nom « Hearts of Soul » — pour les Pays-Bas avec la chanson Waterman. Stella Maessen retournera à l'Eurovision en 1982 pour la Belgique avec Si tu aimes ma musique.

## Concours Eurovision de la chanson
La chanson belge pour le Concours Eurovision de la chanson 1977 a été sélectionnée lors d'une finale nationale organisée par le radiodiffuseur flamand Belgische Radio- en Televisieomroep (BRT).
Lors du Concours Eurovision elle est intégralement interprétée en anglais, et non dans une des langues nationales du pays. L'UER décida cette année de réinstaurer la règle obligeant les pays participants à chanter dans une de leurs langues nationales, règle qui avait été abolie en 1973. La Belgique reçoit une dispense spéciale pour cette édition, ayant déjà sélectionné sa chanson avant la réinstauration officielle de la règle. C'est la première fois que la chanson représentant la Belgique est entièrement interprétée en anglais.
L'orchestre pour la chanson est dirigé par Alyn Ainsworth, qui avait déjà dirigé l'orchestre l'année précédente pour la chanson anglaise gagnante Save Your Kisses for Me de Brotherhood of Man.
A Million in One, Two, Three est la dix-septième chanson interprétée lors de la soirée après Lapponia de Monica Aspelund (en) représentant la Finlande et avant L'Oiseau et l'Enfant de Marie Myriam représentant la France. Le titre se classe, à la fin du vote, 7e sur 18 chansons avec 69 points,.

## Réception commerciale
Singles de Dream Express
Huggin' on the Express
(1976) Sold It for a Song
(1977)
En Belgique, la chanson se classe en 2e position au hit-parade de la Région flamande et à la 7e en Région wallonne. Elle se classe également dans les hit-parades en Suède et aux Pays-Bas dans le Tipparade du Top 40 néerlandais.

## Liste des titres
| A1. | A Million in One, Two, Three | Luc Smets                 | 2:51 |
| B1. | My Sherry                    | Luc Smets, Colin Pilditch | 2:38 |

| A1. | A Million in One, Two, Three | L. Smets | 3:09 |
| B1. | Spinning Top                 | R. Cane  | 2:40 |

## Classements

### Classements hebdomadaires
| Classement (1977)                       | Meilleure position |
| --------------------------------------- | ------------------ |
| Belgique (Flandre Ultratop 50 Singles)  | 2                  |
| Belgique (Wallonie Ultratop 50 Singles) | 7                  |
| Pays-Bas (Nederlandse Top 40)           | 48 (tip 8)         |
| Suède (Sverigetopplistan)               | 13                 |

## Historique de sortie
| Pays        | Date | Format   | Label  |
| ----------- | ---- | -------- | ------ |
| Allemagne   | 1977 | 45 tours | EMI    |
| Belgique    | 1977 | 45 tours | Vogue  |
| Espagne     | 1977 | 45 tours | EMI    |
| Pays-Bas    | 1977 | 45 tours | Negram |
| Pérou       | 1977 | 45 tours | EMI    |
| Portugal    | 1977 | 45 tours | EMI    |
| Royaume-Uni | 1977 | 45 tours | EMI    |